# Wintonotitan
A Wintonotitan (jelentése 'wintoni titán', a queenslandi Wintonra utalva) a titanosauriformes dinoszauruszok egyik neme, melyet a kora kréta kor késő albai korszakához tartozó kőzetekben fedeztek fel Ausztráliában.  A többi sauropodához hasonlóan nagy testű, négy lábon járó növényevő volt. Egy részleges koponya alatti (posztkraniális) csontváz alapján vált ismertté.

## Anatómia és történet

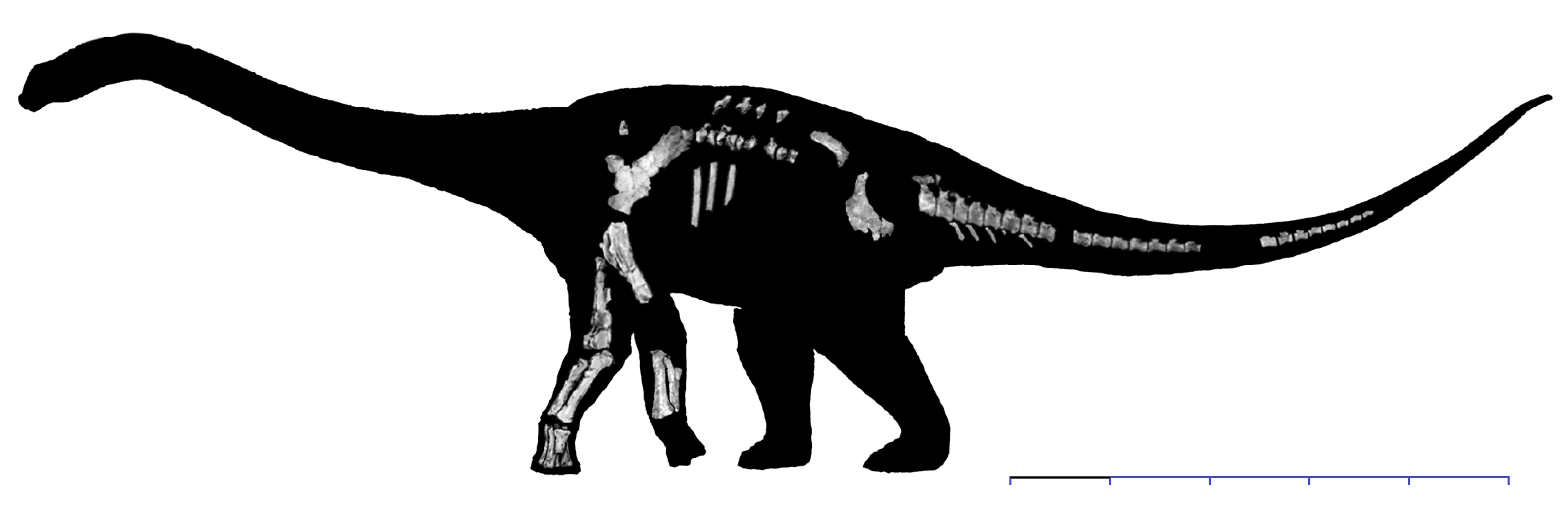
A Wintonotitan wattsi sziluettje az ismert csontváz elemekkel

Az első, ma Wintonotitan néven ismert fosszíliákat Keith Watts találta meg 1974-ben. A példányokat Austrosaurus sp. néven sorolták be, mivel ekkoriban az Austrosaurus volt az egyetlen ismert ausztrál, kréta időszaki sauropodanem. A Queensland Múzeumban a QMF 7292 jelzésű leleteként katalogizált fosszíliák egy bal lapockacsontból, a mellső lábak nagy részéből, a hát, a csípő és a farok egy-egy csigolyájából, a medence jobb oldalából, bordákból, tövisnyúlványokből és azonosítatlan töredékekből tevődnek össze.
A QMF 7292-t Scott Hocknull és kollégái 2009-ben a Wintonotitan típuspéldányává tették. A típusfaj az eredeti felfedező tiszteletére a W. wattsi nevet kapta. A filogenetikus elemzés szerint a Wintonotitan egy bazális titanosauriformes (valamivel bővebb kategória, mint a Titanosauria) sauropoda, amely a Phuwiangosaurusra hasonlít.

## Ősbiológia
A QMF 7292 Wintontól körülbelül 60 kilométerre, északnyugatra, Elderslie Station közelében került elő. A QMF 10916 jelzésű második példány egy különálló farokcsigolyából áll, melyre Chorregannél találtak rá. Mindkettőt a Winton-formáció alsó, késő albai korszakhoz tartozó részén fedezték fel. A QMF 7292 egy folyó övzátonyaként értelmezett homokkő rétegben őrződött meg. A lelőhelyen halak maradványaira, egy theropoda fogára és különböző növényi fosszíliákra, köztük fás szárakra, áglenyomatokra, tobozokra és toboz pikkelyekre, valamint levéldarabokra is rábukkantak.
A Winton-formáció faunájához kagylók, csigák, rovarok, a Metaceratodushoz hasonló tüdőshalak, teknősök, az Isisfordiához hasonló krokodilok, pteroszauruszok és különféle dinoszauruszok, például az Australovenator és a Diamantinasaurus, valamint több névtelen ankylosaurus és hypsilophodontida tartozott. A Wintonotitan és a Diamantinasaurus csontjai megkülönböztethetők egymástól, mivel az előbbi kevésbé volt robusztus felépítésű. A formációban élt növények között megtalálhatók a harasztok, a páfrányfenyők, a nyitvatermők és a zárvatermők is.

## Fordítás
Ez a szócikk részben vagy egészben a Wintonotitan című angol Wikipédia-szócikk ezen változatának fordításán alapul.  Az eredeti cikk szerkesztőit annak laptörténete sorolja fel. Ez a jelzés csupán a megfogalmazás eredetét és a szerzői jogokat jelzi, nem szolgál a cikkben szereplő információk forrásmegjelöléseként.